# Míssil antinavio

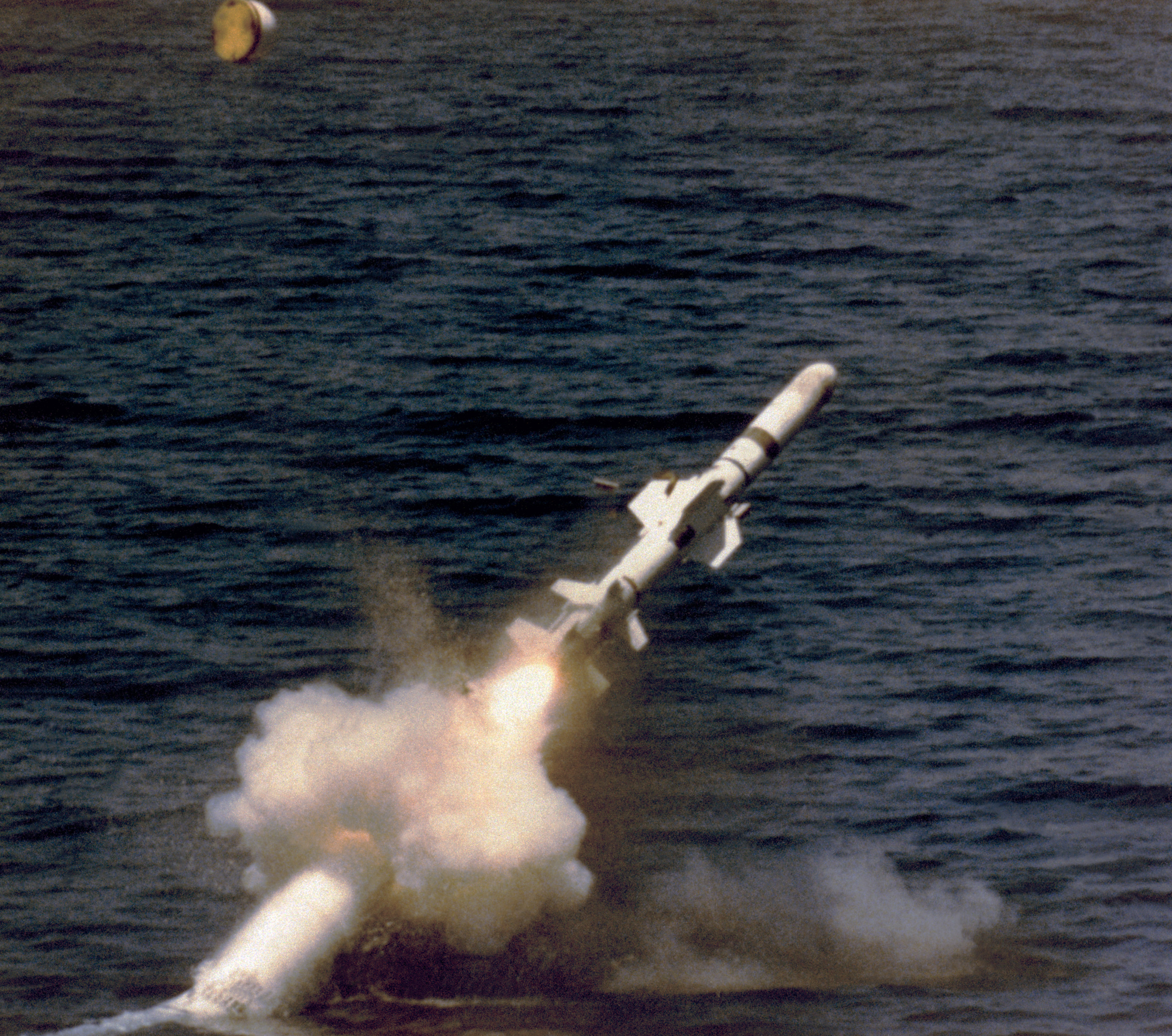
Um míssil antinavio UGM-84.

Um míssil antinavio é um míssil designado para uso contra navios. A maioria dos mísseis antinavio voam perto do mar, são subsônicos, e usam uma combinação de guia inercial e varredura de radar.
Contramedidas contra esses mísseis são:
- Mísseis antimíssil (como o AIM -7Sea Sparrow ou o Sea Wolf)
- Armas antimíssil (como o CIWS ou peças de artilharia)
- Sistemas de defesa (como flare e chaff)

## Lista de mísseis antinavio

### Segunda Guerra Mundial
- Ruhrstahl/Kramer SD 1400 X (Fritz X) — Alemanha
- Henschel Hs 293 — Alemanha
- Henschel Hs 294 — Alemanha
- Blohm + Voss BV 246 (Hagelkorn) — Alemanha (protótipo)
- Igo - Japão

### Países da OTAN
- AGM-84 Harpoon – EUA; feito pela Boeing/McDonnell Douglas
- AGM-119 Penguin – Noruega; feito pela Kongsberg Defence & Aerospace (KDA)
- AS.12 – França; feito pela Aérospatiale/Nord Aviation
- BGM-109 Tomahawk – EUA; feito pela Raytheon/General Dynamics
- MBDA Exocet – França; feito pela MBDA
- Teseo/Otomat – Itália; feito pela Otomelara
- Martel – Reino Unido/França; feito pela BAe/Matra
- Naval Strike Missile – Noruega; feito pela KDA
- Sea Eagle – Reino Unido; feito pela BAe
- Sea Skua – Reino Unido; feito pela BAe
- Sea Slug - Reino Unido; feito pela Hawker Siddeley

### URSS/Rússia
(Listados pelo nome dado pela OTAN, seguido pelo nome original em parênteses.)
- SS-N-1 Scrubber (P-1)
- SS-N-2 Styx (4K40/4K51)
- SS-N-3 Sepal/Shaddok (R-35/4K44/3M44 e 4K95)
- SS-N-7 Starbright (4M66)
- SS-N-9 Siren (4K85)
- SS-NX-10 (designação errada da OTAN)
- SS-NX-11 (designação errada da OTAN)
- SS-N-12 Sandbox (P-500/4K77/4K80)
- SS-NX-13 (R-27K/4K18)
- SS-N-14 Silex/Metel (83R/84R/85R)
- SS-N-15 Starfish (82R)
- SS-N-16 Stallion (86R/88R)
- SS-N-19 Shipwreck (3M45)
- SS-N-22 Sunburn (3M80)
- SS-N-24 Scorpion (3M25)
- SS-N-25 Switchblade (3M24)
- SS-NX-26 Oniks/Yakhont (3M55)
- SS-N-27 Club (3M54)
- SS-N-29 Medvedka (89R)

### Outros
- Babur – Paquistão
- BrahMos –Índia e Rússia
- Gabriel – Israel; feito pela Israel Aircraft Industries (IAI)
- RBS15 – Suécia; feito pela Saab Bofors Dynamics
- Mansup - Brasil; feito pela Avibras, Mectron, Atech e Omnisys
- R-360 Neptune - Ucrânia